# 亀戸事件
亀戸事件（かめいどじけん）は、1923年9月3日、関東大震災直後の混乱の中、亀戸署内あるいはその近辺で警察及び軍の手により発生した虐殺事件。

## 概要

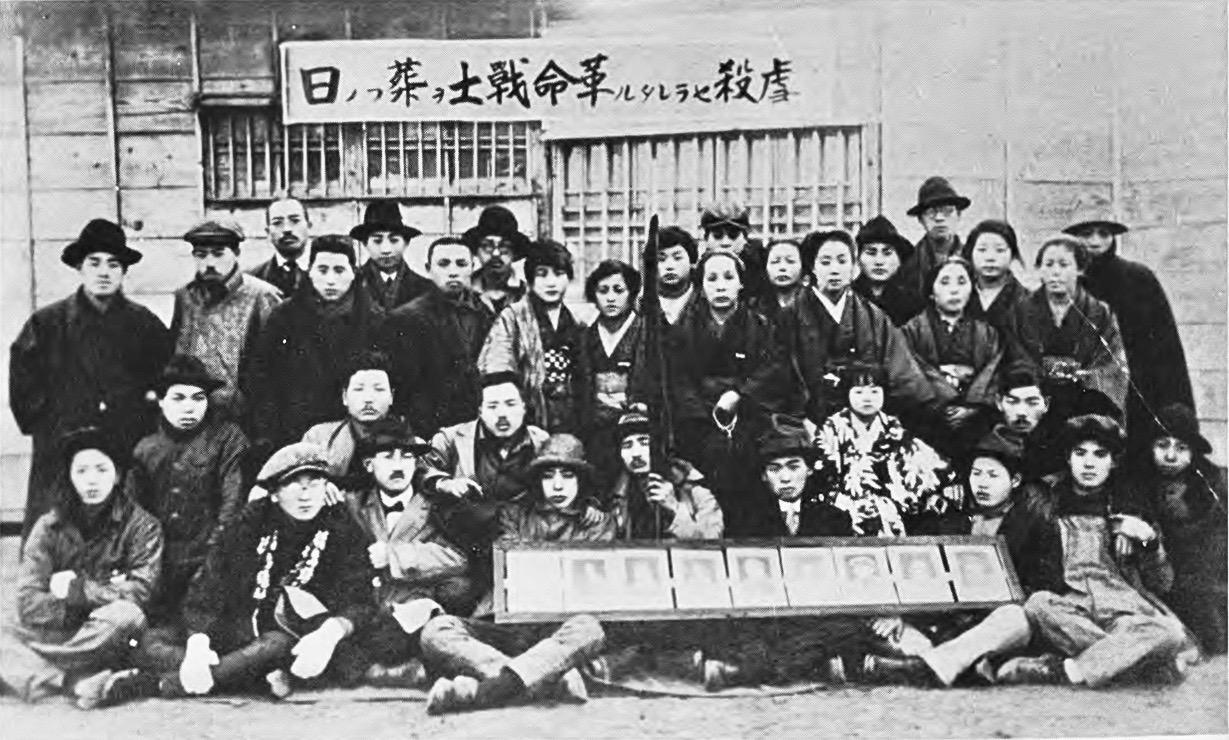
1924年2月17日、葬儀の出発前に、遺族と南葛労働協会の同志らが犠牲者9人の遺影を抱いて集まった。中列左から3人目は渡辺政之輔。

東京府南葛飾郡亀戸町（現・東京都江東区亀戸）で、関東大震災による治安悪化を理由に、以前から労働争議で敵対関係にあった亀戸警察署に捕らえられた社会主義者の川合義虎、平澤計七、加藤高寿、北島吉蔵、近藤広蔵、佐藤欣治、鈴木直一、山岸実司、吉村光治、中筋宇八ら10名が、9月3日から4日（あるいは9月4日から5日）に習志野騎兵第13連隊に引き渡されて、亀戸署内あるいは荒川放水路で刺殺された事件。また、同月4日に警察に不良自警団員として逮捕されていた4名がとくに警察に反抗的であるとしてやはり軍に引き渡されて殺された事件を「第一次亀戸事件」と呼び、社会主義者ら10名が殺害された事件を「第二次亀戸事件」とし、両者を合わせて「亀戸事件」とすることもある。

## 詳細
当時の亀戸署の署長である古森繁高は、震災後の朝鮮人暴動の流言を当初から疑うこともなく、朝鮮人・中国人や労働運動家の検束に熱心で、対策の陣頭指揮に積極的に当たったという。署員数2百3十余人でありながら4日夜には検束者数が千三百余人に達し、不穏な状況に達していたとみられる。そのような中、検束した者の中でとくに労働運動の指導者格であった社会主義者らの動きをおそれたとみられる。
戒厳令下、東京南部警備司令官となった石光真臣 第1師団長は、9月3日、各連隊長に「朝鮮人必ズシモ不逞者ノミニアラズ、之ヲ悪用セントスル日本人アルヲ忘ルベカラズ。適当ノ指導ヲ必要」と訓示した。その結果、亀戸事件の社会主義者殺害や朝鮮人殺害、刑務所に拘禁されていた共産主義者の引き渡しまで軍部隊がやってきて要求する事件が起きたともいわれる。
八島京一は、４日朝に顔なじみの警官が荷車で石油と薪を運ぶところに遭い、「殺した人間を焼きに行く」「昨夜は人殺しで徹夜させられた」「320人も殺した･･･中には七、八人の社会主義者も入っている」と語るのを聞いている。亀戸署管内は中国人労務者の多かった地域で、自由法曹団の調査に応じた八島京一は、付近の大島町八丁目で中国人・朝鮮人200～300人の虐殺された死体を実際にみたことも証言している（詳細は、関東大震災中国人虐殺事件を参照のこと。）。亀戸署内に限っても9月3日から5日にかけて数十人の朝鮮人がやはり騎兵第13連隊により殺害された旨の複数の記述が残されており、また上述以外に亀戸署内で何人かの日本人や中国人が殺されているともいわれる。
八島は前述大島町八丁目の死体が集積された場所で平沢の靴を発見し、平沢らが殺されたことを確信したという。震災復旧と夜警のボランティアを務めていた南巌は、11日夜に自宅で逮捕され、拷問を受けたが、幸い16日に釈放されている。南巌は、震災に乗じて社会主義的運動をしたか尋問されていて、警察は事件をでっち上げて虐殺の口実を作ろうとしていたとみる見方もある。検束された者は証拠にならないよう、留置場の帳簿にも名を記録していなかったという。弁護士の山崎今朝弥は翌1924年に発行した『地震・憲兵・火事・巡査』で、巡査・兵卒らは今でも当時の蛮行を仲間同士で自慢し合っている」としている。
また、吉村光治はのちに国策パルプ社長となる南喜一の実弟で、南は当時の回想記を書いている。4日早朝に寺島町の自警団本部で寝ていた南を顔見知りの警官が訪ねてきて弟が殺されたことを知らされたという。南は亀戸署に行き、古森署長に真偽を質したところ、その反応から殺されたことを確信。怒った南は古森につかみかかりかけたが、古森が卓上のブザーを押して、血糊で手がすべらないよう柄に綿の布を巻いた日本刀を下げた巡査部長が入って来たため、思いとどまっている。さらに部長に案内されて留置場に行ったところ、暗さに転んだところ、床は血糊にまみれていて、廊下じゅうに死体が並び、中庭の方を見ると死体の山だったという。巡査部長が日本刀に手をかけたので、合気道をやっていた南はとっさに部長を投げ飛ばし、逃げたという。
本事件出態の事実は発生から1か月以上経過した10月10日になってようやく警察により認められ、翌日の新聞各紙に大きく報じられた。犠牲者の遺族や友人、自由法曹団の弁護士布施辰治・山崎今朝弥、南葛労働協会などが事件の真相を明らかにするため糾弾運動を行なったが、「戒厳令下の適正な軍の行動」であるとし、事件は不問に付された。『種蒔く人』の刊行元・種蒔き社は、自由法曹団作成の資料に基づき、本事件の殉難記『種蒔き雑記』を刊行した。
1970年9月4日、現場近くの浄心寺に「亀戸事件犠牲者之碑」が建立され、実行委員会による追悼会が営まれている。

## 題材とした作品
映画
- 『大虐殺』（1960年、新東宝） - 甘粕事件を題材とした作品だが亀戸事件も描かれている。
- 『福田村事件』（2023年） - 福田村事件を題材とした作品だが亀戸事件も描かれている。